# Ершов (Карачаево-Черкесия)
Ершов — хутор в Урупском районе Карачаево-Черкесии Российской Федерации. Входит в состав Предгорненского сельского поселения.

## География
Хутор расположен в юго-западной части республики, вблизи административной границы с Краснодарским краем, в долине р. Большая Лаба.  В 700 метрах от хутора начинается село Курджиново.
Уличная сеть
Четыре улицы: ул. Лесная, ул. Победы, ул. Пролетарская, ул. Шоссейная.

## Население
| 2002 | 2010 | 2021 |
| ---- | ---- | ---- |
| 121  | ↗128 | ↗234 |

## Инфраструктура
С 1980-х хутор стал местом расселения кришнаитов. Есть храм.

## Транспорт
Автодорога «Майкоп ‐ Карачаевск ‐ подъезд к х. Ершов ‐ х. Первомайский» (идентификационный номер 91 ОП МЗ 91 Н‐075).